# Sérgio Aparecido Colombo
Dom Sérgio Aparecido Colombo (Cajobi, 29 de agosto de 1954) é um bispo católico brasileiro. Foi bispo auxiliar de São Carlos, terceiro bispo diocesano de Paranavaí e atualmente sexto bispo de Bragança Paulista. Filho de Antônio Colombo e de Natalina Fiorotto Colombo.

## Biografia
Sérgio deixou a sua terra natal, aos seis anos de idade, passou a viver com seus pais na cidade de Americana, onde desenvolveu a sua vocação sacerdotal. Realizou o  curso primário no Colégio Divino Salvador, em Americana; e o primeiro e segundo graus, no Instituto de Educação Estadual Presidente Kennedy, também nesta cidade. Ingressou no Seminário Arquidiocesano da Imaculada Conceição, em Campinas, no ano de 1974, onde cursou a Filosofia. Paralelamente, cursou dois anos de Serviço Social (teoria), na Pontifícia Universidade Católica de Campinas. Em 1977, iniciou o curso de Teologia, na Faculdade de Teologia Nossa Senhora da Assunção, em São Paulo. Convalidou o curso de Filosofia, na Faculdade de Filosofia, Ciências e Letras das Faculdades Associadas do Ipiranga, em São Paulo.[carece de fontes?]

## Presbiterado
Na Diocese de Limeira, foi ordenado Diácono,  em 1 de junho de 1979, e presbítero em 6 de agosto de 1980, na Paróquia do Senhor Bom Jesus, em Americana, onde viveu grande parte da sua vida cristã.[carece de fontes?]

### Atividades antes do episcopado
Após ser ordenado presbítero, exerceu os seguintes ministérios:[carece de fontes?]
- Pároco do Senhor Bom Jesus, em Leme (1980-1982) ;
- Pároco de São Manuel (1983-1987), em Leme;
- Vigário da Paróquia de Santa Cruz, em Santa Cruz da Conceição (1983-1984);
- Vigário Episcopal na Diocese de Limeira (1985-1987) na Região Centro Norte (1994-1996) e na Região Centro;
- Diretor Espiritual dos alunos de Teologia no Seminário Diocesano (1986-1988);
- Diretor Espiritual dos alunos de Filosofia (1993-1995);
- Coordenador Diocesano de Pastoral (1988-1993);
- Orientador da Pastoral dos Seminaristas (1996-1997);
- Mestre de Cerimônias do Sólio Diocesano de Limeira, por dez anos.
- Pároco em Iracemápolis  (1988-2001);
- Membro do Conselho Episcopal;
- Membro do Conselho Presbiteral da Diocese de Limeira;
- Membro do Colégio de Consultores da Diocese de Limeira
- Vigário Geral da Diocese de Limeira;
- Colaborador da Escola Diocesana de Teologia, na Diocese de Limeira;
- Secretário dos Bispos do Sub-Regional de Campinas.

## Episcopado
Em 10 de outubro de 2001, foi eleito, pelo Papa João Paulo II, Bispo Titular de Pudenciana, com função de Bispo-Auxiliar de São Carlos, tendo a ordenação episcopal ocorrido a 6 de janeiro de 2002, em Americana, sendo sagrante principal Dom Ercílio Turco, então Bispo de Limeira, e consagrantes: Dom Joviano de Lima Júnior S.S.S. e Dom Fernando Legal S.D.B.. Iniciou seu Ministério Episcopal, na Diocese de São Carlos, em 1 de fevereiro de 2002. Em 3 de dezembro de 2003, foi eleito bispo diocesano da Diocese de Paranavaí, sendo que sua pose canônica ocorreu a 1 de fevereiro de 2004. No dia 16 de setembro de 2009 foi eleito, pelo Papa Bento XVI, sexto bispo diocesano de Bragança Paulista, tomando posse canônica a 6 de dezembro de 2009.[carece de fontes?]

### Brasão e Lema
- Descrição: Escudo Eclesiástico, terciado em mantel: o 1º de blau com uma flor-de-lis de argente; o 2º de goles com um in-fólio de argente, aberto e contendo as letras gregas alfa (Α) e ômega (Ω), grafadas em sable; e o 3º de jalde com um pelicano ao natural, com o peito sangrante que alimenta três filhotes, todos num ninho de sépia. O escudo está assente na cruz trevolada de jalde. Timbre: o chapéu eclesiástico forrado de vermelho, com seus cordões e seis borlas e cada lado, postas: 1, 2 e 3, tudo de verde. Listel de argente com o lema: "SICVT QVI MINISTRAT", em letras de goles.[carece de fontes?]
- Interpretação: O escudo obedece as regras heráldicas para os eclesiásticos. O primeiro campo representa o manto de Nossa Senhora, ao mesmo tempo belo e simples, e ainda o  firmamento celeste, sendo que por seu esmalte, blau (azul), simboliza: justiça, serenidade, lealdade, boa fama e nobreza; neste campo se encontra a flor-de-lis, símbolo da Maria Santíssima, a "Serva do Senhor" (Lc 1, 38) , a Mãe sempre presente, apontando para o filho Jesus, sendo que por seu metal, argente (prata), traduz: pureza, castidade, inocência e eloquência, virtudes essenciais num bispo. O segundo campo, representa a realidade com seus desafios, onde cotidianamente a Palavra de Deus se encarna, sendo que por seu esmalte, goles (vermelho), traduz: valor, intrepidez e o fogo da caridade que arde no coração do bispo, expressando ainda que quem traz este esmalte em suas armas obriga-se a defender e socorrer os oprimidos; o in-fólio simboliza a Palavra de Deus, referencial permanente para aquele que deseja servir (2Tm 4,2), sendo que seu metal, argente (prata), tem o significado já acima descrito; as letras gregas alfa (Α) e ômega (Ω),  traduzem ser Cristo o princípio e o fim de todas as coisas, e por seu esmalte, sable (preto), traduzem: sabedoria, ciência, honestidade, firmeza e obediência ao Sucessor de Pedro.  O terceiro campo, por seu metal, jalde (ouro), simboliza: nobreza, autoridade, premência, generosidade, ardor e descortínio, traduzindo a realeza do serviço que sustenta a vida; o pelicano, que se ferindo alimenta seus filhotes, caracteriza o serviço e a Eucaristia, pois "Ninguém tem maior amor do que aquele que dá a vida por seus amigos" (Jo 15,13); o ninho, por seu esmalte, Sépia (marrom), tem significado semelhante ao sable, já descrito acima. A cruz com uma travessa e o chapéu representam a dignidade episcopal. O seu lema "Sicut qui Ministrat" – "Como aquele que serve" foi retirado do Evangelho de São Lucas (Lc 22,27), indicando o sentido da vocação assumida pelo bispo: o serviço à Igreja de Jesus Cristo e a disponibilidade para a construção do reino de Deus, realçando que Jesus Cristo é aquele que, recusando todos os títulos, se apresentou como servidor de todos. Neste pensamento, o bispo, imitando Cristo (Jo 13,15), empenha toda a sua vida no exercício do seu Ministério, na fidelidade e comunhão com Cristo e sua Igreja. Assim, na alegria e com generosidade, alimentado pela Eucaristia, pela Palavra e sob a proteção de Maria, o Bispo realiza sua missão junto ao povo a ele confiado, especialmente os pequenos e pobres, sempre como "vigilante profeta da esperança".[carece de fontes?]

## Ordenações episcopais
Dom Sérgio foi ordenante principal de:[carece de fontes?]
- Jeremias Antônio de Jesus